# 小行星10660
小行星10660（10660 Felixhormuth）是一颗绕太阳运转的小行星，为主小行星带小行星。该小行星于1971年3月发现。

## 轨道参数
小行星10660的轨道半长轴为472 495 653 km（3.1583934 UA），离心率为0.144。